# Osiedle Roskosz (Siedlce)
Os. Roskosz – osiedle w Siedlcach, leży w południowej części miasta, w dzielnicy Roskosz. Osiedle zajmuje obszar ok. 5 ha i w większości zabudowane jest blokami z wielkiej płyty (4-piętrowymi). 
Budowę osiedla rozpoczęto w 1980 na fali intensywnego rozwoju przemysłu.

## Położenie
Osiedle znajduje się pomiędzy ulicami:
- Romanówka (od północy i zachodu),
- Żeglarska i Unitów Podlaskich (od południa),
- Niepodległości (od wschodu).

Osiedle graniczy z:
- Os. Warszawska (od północy i zachodu),
- domami jednorodzinnymi (od południa i wschodu).

## Ważniejsze obiekty
- Szkoła Podstawowa nr 12 im. K. Makuszyńskiego ul. Unitów Podlaskich 16
- placówka Poczty Polskiej ul. Unitów Podlaskich 7